# Paweł Karol Sanguszko

Stemma Sanguszko

Paweł Karol Sanguszko (1680 – Velyki Zahaitsi, 14 aprile 1750) è stato un nobile e ufficiale polacco.

## Biografia
Discendente della famiglia principesca di Sanguszko, Paweł Karol era il figlio di Hieronim Sanguszko, e di sua moglie, Konstancja Sapieha, figlia di Paweł Jan Sapieha.   

## Carriera
Nel 1708 ricevette il grado di grande amministratore lituano da Stanislao Leszczyński. Nell'anno successivo 1709, dopo il ritorno di Augusto in Polonia, perse questa posizione. Nel 1711 fu nominato colonnello della guardia lituana e maresciallo di corte. Durante le elezioni del 1733, divenne giudice del tribunale generale. Nel 1734 fu promosso al titolo di grande maresciallo della Lituania.
Sostenitore di Augusto II di Polonia, dopo la sua morte, fu uno dei sostenitori dell'elezione di Augusto III. Nel 1735 firmò una risoluzione del Consiglio Generale della Confederazione di Varsavia.  

## Matrimoni

### Primo Matrimonio
Sposò, il 18 febbraio 1706, Bronisława Pieniążkówna (?-1707),  vedova del fratello maggiore Kazimierz Józef.

### Secondo Matrimonio
Sposò in seconde nozze Marianna Lubomirska (1693–1729), figlia di Józef Karol Lubomirski. Ebbero un figlio:
- Janusz Aleksander Sanguszko (5 maggio 1712-14 settembre 1775), sposò Konstancja Denhoff

### Terzo Matrimonio
Sposò, il 17 aprile 1735 nella chiesa francescana di Varsavia celebrata dall'arcivescovo di Cracovia, Barbara Urszula Dunina (1718–1791), figlia di Jakub Dunin. Ebbero dieci figli:
- Konstancja Sanguszka (1736-1737)
- Antoni Sanguszko (1737-1738)
- Anna Sanguszka (1739-1766), sposò Antoni Barnaba Jabłonowski
- Józef Paulin Jan Adam Sanguszko (1740-1781)
- Krystyna Justyna Sanguszka (1741-1778), sposò Franciszek Bieliński
- Hieronim Janusz Sanguszko (1743-1812)
- Michał Ignacy Sanguszko (1744-?)
- Kunegunda Sanguszka, sposò Franciszek Czacki
- Krescencja Sanguszka (1749-1750)
- Janusz Modest Sanguszko (1749-1806)

## Morte
Morì il 14 aprile 1750 a Velyki Zahaitsi. Fu sepolto nella chiesa dei Cappuccini a Lublino mentre il suo cuore è stato sepolto nella chiesa parrocchiale di Lubartów.